# Williams FW47
Williams FW47 — болід Формули-1, розроблений і виготовлений Williams для участі в чемпіонаті Формули-1 2025. Пілотами стали Александр Албон та Карлос Сайнс мол. Автомобіль був представлений 14 лютого 2025 року на трасі Сільверстоун в унікальній камуфляжній лівреї з Сайнсом за кермом.

## Дизайн
Ліврея 2025 року була представлена 18 лютого 2025 року на заході F1 75 Live на О2 Арені разом з іншими командами.

## Історія змагань
Під час передсезонних тестів на Міжнародному автодромі Бахрейну Сайнс показав найшвидший час серед усіх пілотів.
На Гран-прі Австралії обидва боліди Williams пройшли до третього сегменту кваліфікації, причому Албон кваліфікувався шостим, а Сайнс десятим. Однак у Сайнса виникли проблеми з крутним моментом, через що він вилетів у відбійник та зійшов з дистанції. Єдиний Williams Албона фінішував п'ятим, що стало найвищим результатом команди з часів дощового Гран-прі Бельгії 2021 року.

## Результати
| Рік      | Команда                   | Двигун                                     | Шини | Пілот             | Гран-прі | Гран-прі | Гран-прі | Гран-прі | Гран-прі | Гран-прі | Гран-прі | Гран-прі | Гран-прі | Гран-прі | Гран-прі | Гран-прі | Гран-прі | Гран-прі | Гран-прі | Гран-прі | Гран-прі | Гран-прі | Гран-прі | Гран-прі | Гран-прі | Гран-прі | Гран-прі | Гран-прі | Очки | Місце |
| Рік      | Команда                   | Двигун                                     | Шини | Пілот             | АВС      | КИТ      | ЯПО      | БАХ      | САУ      | МАЯ      | ЕМІ      | МОН      | ІСП      | КАН      | АВТ      | ВЕЛ      | БЕЛ      | УГО      | НІД      | ІТА      | АЗЕ      | СІН      | США      | МЕХ      | САП      | ЛВГ      | КАТ      | АБУ      | Очки | Місце |
| -------- | ------------------------- | ------------------------------------------ | ---- | ----------------- | -------- | -------- | -------- | -------- | -------- | -------- | -------- | -------- | -------- | -------- | -------- | -------- | -------- | -------- | -------- | -------- | -------- | -------- | -------- | -------- | -------- | -------- | -------- | -------- | ---- | ----- |
| 2025     | Atlassian Williams Racing | Mercedes-AMG F1 M16 E Performance 1.6 V6 t | P    | Александр Албон   | 5        | 7        | 9        | 12       | 9        | 5        | 5        | 9        | Схід     |          |          |          |          |          |          |          |          |          |          |          |          |          |          |          | 54*  | 5*    |
| 2025     | Atlassian Williams Racing | Mercedes-AMG F1 M16 E Performance 1.6 V6 t | P    | Карлос Сайнс мол. | Схід     | 10       | 14       | Схід     | 8        | 9        | 8        | 10       | 14       |          |          |          |          |          |          |          |          |          |          |          |          |          |          |          | 54*  | 5*    |
| Джерело: |                           |                                            |      |                   |          |          |          |          |          |          |          |          |          |          |          |          |          |          |          |          |          |          |          |          |          |          |          |          |      |       |

* Сезон триває.

## Виноски
1. 1 2  На FW47 присутнє брендування Gulf Oil , але болід використовує пальне та мастила Petronas.[1]